# Лукас (Охајо)
Лукас (енгл. Lucas) град је у америчкој савезној држави Охајо.

## Демографија
По попису из 2010. године број становника је 615, што је 5 (-0,8%) становника мање него 2000. године.
| Група             | 2000.       | 2010.       |
| Белци             | 604 (97,4%) | 603 (98,0%) |
| Афроамериканци    | 5 (0,8%)    | 2 (0,3%)    |
| Азијати           | 0 (0,0%)    | 0 (0,0%)    |
| Хиспаноамериканци | 1 (0,2%)    | 0 (0,0%)    |
| Укупно            | 620         | 615         |